# 이긍규
이긍규(李肯珪, 1941년 10월 20일 충남 서천군 ~ )는 대한민국의 언론인 출신 정치인이다. 본관은 한산. 제13,14,15대 국회의원을 역임하였다.

## 학력
- 1955년 기산초등학교 졸업
- 1958년 전주북중학교 졸업
- 1961년 군산고등학교 졸업
- 1965년 동국대학교 법대 졸업
- 1993년 서울대학교대학원 산업전략과정 수료

## 경력
- 1967년 ~ 1980년 신아일보 기자·정치부 차장·논설위원
- 경향신문 편집기획부장
- 한국기자협회 회장(제15대, 제21대, 제22대, 제23대, 제24대)
- 민주정의당 부대변인·정책위 부의장
- 자유민주연합 총재비서실장·원내총무
- 국회 환경노동위원장
- 방송위원회 상임위원
- 2001년 남북방송교류추진위원회 위원장(현)

## 역대 선거 결과
|  | 42.22% |

|  | 44.55% |

|  | 47.00% |

|  | 31.52% |

|  | 8.49% |